# عقد (زمن)
العقد أو العشرية فترة من الزمن تعادل 10 سنوات.